# Nazionale femminile di pallavolo del Camerun
La nazionale femminile di pallavolo del Camerun è una squadra africana composta dalle migliori giocatrici di pallavolo del Camerun ed è posta sotto l'egida della Federazione pallavolistica del Camerun.

## Rosa
Segue la rosa delle giocatrici convocate per il campionato mondiale 2022.
| N° | Nome                  | Ruolo | Data di nascita   | Squadra     |
| -- | --------------------- | ----- | ----------------- | ----------- |
| 1  | Baran Sourea          | C     | 30 dicembre 2005  | -           |
| 2  | Bediang Rodrigue      | S     | 12 dicembre 2005  | -           |
| 3  | Magalie Mengue        | C     | 7 agosto 2004     | -           |
| 5  | Arielle Olomo         | C     | 30 gennaio 2001   | -           |
| 7  | Davina Ngaméni        | L     | 14 novembre 2002  | -           |
| 8  | Grâce Bikatal         | P     | 17 settembre 1999 | -           |
| 9  | Brandy Ngatcheu       | S     | 25 marzo 2003     | -           |
| 10 | Berthrade Bikatal     | O     | 23 luglio 1992    | Évreux      |
| 12 | Carine Blamdai        | C     | 24 agosto 2000    | -           |
| 13 | Michelle Wete Sissako | S     | 8 gennaio 2003    | -           |
| 14 | Yolande Amana         | P     | 15 settembre 1997 | Chamalières |
| 15 | Emelda Piata Zessi    | C     | 8 aprile 1997     | Limburg     |
| 16 | Estelle Adiana        | O     | 14 maggio 1997    | Chamalières |
| 18 | Oceane Abouem         | L     | 17 gennaio 2005   | -           |

## Risultati

### Competizioni FIVB
| 1964 | non qualificata | -            |
| 1968 | non qualificata | -            |
| 1972 | non qualificata | -            |
| 1976 | non qualificata | -            |
| 1980 | non qualificata | -            |
| 1984 | non qualificata | -            |
| 1988 | non qualificata | -            |
| 1992 | non qualificata | -            |
| 1996 | non qualificata | -            |
| 2000 | non qualificata | -            |
| 2004 | non qualificata | -            |
| 2008 | non qualificata | -            |
| 2012 | non qualificata | -            |
| 2016 | 11º posto       | Convocazioni |
| 2020 | non qualificata | -            |
| 2024 | non qualificata | -            |

| 1952 | non qualificata | -            |
| 1956 | non qualificata | -            |
| 1960 | non qualificata | -            |
| 1962 | non qualificata | -            |
| 1967 | non qualificata | -            |
| 1970 | non qualificata | -            |
| 1974 | non qualificata | -            |
| 1978 | non qualificata | -            |
| 1982 | non qualificata | -            |
| 1986 | non qualificata | -            |
| 1990 | non qualificata | -            |
| 1994 | non qualificata | -            |
| 1998 | non qualificata | -            |
| 2002 | non qualificata | -            |
| 2006 | 21º posto       | Convocazioni |
| 2010 | non qualificata | -            |
| 2014 | 21º posto       | Convocazioni |
| 2018 | 21º posto       | Convocazioni |
| 2022 | 24º posto       | Convocazioni |

| 1973 | non qualificata | -            |
| 1977 | non qualificata | -            |
| 1981 | non qualificata | -            |
| 1985 | non qualificata | -            |
| 1989 | non qualificata | -            |
| 1991 | non qualificata | -            |
| 1995 | non qualificata | -            |
| 1999 | non qualificata | -            |
| 2003 | non qualificata | -            |
| 2007 | non qualificata | -            |
| 2011 | non qualificata | -            |
| 2015 | non qualificata | -            |
| 2019 | 12º posto       | Convocazioni |
| 2023 | non qualificata | -            |

### Competizioni CAVB
| 1976 | non qualificata | -            |
| 1985 | 3º posto        | Convocazioni |
| 1987 | non qualificata | -            |
| 1991 | 3º posto        | Convocazioni |
| 1993 | 4º posto        | Convocazioni |
| 1995 | non qualificata | -            |
| 1997 | non qualificata | -            |
| 1999 | 2º posto        | Convocazioni |
| 2001 | 3º posto        | Convocazioni |
| 2003 | 3º posto        | Convocazioni |
| 2005 | 5º posto        | Convocazioni |
| 2007 | 6º posto        | Convocazioni |
| 2009 | 3º posto        | Convocazioni |
| 2011 | 5º posto        | Convocazioni |
| 2013 | 2º posto        | Convocazioni |
| 2015 | 3º posto        | Convocazioni |
| 2017 | 1º posto        | Convocazioni |
| 2019 | 1º posto        | Convocazioni |
| 2021 | 1º posto        | Convocazioni |
| 2023 | 3º posto        | Convocazioni |

### Competizioni zonali
| 1978 | ?               | -            |
| 1987 | ?               | -            |
| 1991 | 3º posto        | Convocazioni |
| 1995 | ?               | -            |
| 1999 | non qualificata | -            |
| 2003 | 4º posto        | Convocazioni |
| 2007 | 2º posto        | Convocazioni |
| 2011 | 2º posto        | Convocazioni |
| 2015 | 2º posto        | Convocazioni |
| 2019 | 2º posto        | Convocazioni |
| 2024 | non qualificata | -            |

### Competizioni estinte
| 1993 | non qualificata | -            |
| 1994 | non qualificata | -            |
| 1995 | non qualificata | -            |
| 1996 | non qualificata | -            |
| 1997 | non qualificata | -            |
| 1998 | non qualificata | -            |
| 1999 | non qualificata | -            |
| 2000 | non qualificata | -            |
| 2001 | non qualificata | -            |
| 2002 | non qualificata | -            |
| 2003 | non qualificata | -            |
| 2004 | non qualificata | -            |
| 2005 | non qualificata | -            |
| 2006 | non qualificata | -            |
| 2007 | non qualificata | -            |
| 2008 | non qualificata | -            |
| 2009 | non qualificata | -            |
| 2010 | non qualificata | -            |
| 2011 | non qualificata | -            |
| 2012 | non qualificata | -            |
| 2013 | non qualificata | -            |
| 2014 | non qualificata | -            |
| 2015 | non qualificata | -            |
| 2016 | non qualificata | -            |
| 2017 | 30º posto       | Convocazioni |

| 2018 | non qualificata | -            |
| 2019 | non qualificata | -            |
| 2022 | 8º posto        | Convocazioni |
| 2023 | non qualificata | -            |
| 2024 | non qualificata | -            |

| 1988 | non qualificata | -            |
| 1989 | non qualificata | -            |
| 1990 | non qualificata | -            |
| 1991 | non qualificata | -            |
| 1992 | non qualificata | -            |
| 1993 | non qualificata | -            |
| 1994 | non qualificata | -            |
| 1995 | non qualificata | -            |
| 1996 | non qualificata | -            |
| 1998 | non qualificata | -            |
| 1999 | non qualificata | -            |
| 2000 | non qualificata | -            |
| 2001 | non qualificata | -            |
| 2002 | non qualificata | -            |
| 2003 | non qualificata | -            |
| 2004 | non qualificata | -            |
| 2005 | non qualificata | -            |
| 2006 | non qualificata | -            |
| 2007 | non qualificata | -            |
| 2008 | non qualificata | -            |
| 2009 | non qualificata | -            |
| 2010 | non qualificata | -            |
| 2011 | non qualificata | -            |
| 2013 | non qualificata | -            |
| 2014 | non qualificata | -            |
| 2015 | non qualificata | -            |
| 2016 | non qualificata | -            |
| 2017 | non qualificata | -            |
| 2018 | 3º posto        | Convocazioni |
| 2019 | non qualificata | -            |